# Oxalis oligotricha
Oxalis oligotricha är en harsyreväxtart som beskrevs av John Gilbert Baker. Oxalis oligotricha ingår i släktet oxalisar, och familjen harsyreväxter. Inga underarter finns listade i Catalogue of Life.